# ホテル小田島
ホテル小田島（ほてるおだしま）、岩手県盛岡市にあるビジネスホテル。

## 特徴
盛岡市街地では現存する最も歴史の古い宿屋である。

## アクセス
- 徒歩：JR盛岡駅より約1000ｍ、10分
- 車：
  - 東北自動車道盛岡南ICより車で20分
  - 東北自動車道盛岡ICより車で10分
- 飛行機：花巻空港から盛岡駅行き高速バス利用。盛岡駅のりかえ
  - [307]駅上田線松園バスターミナル行で約10分、「盛岡中央郵便局前」下車。徒歩2分。

## 施設
- 客室総数：全99室
- コンビニ：ファミリーマート併設

## ロケーション
盛岡市の中心オフィス街、繁華街に隣接。周辺には上場企業等の支社、営業所が数多くある。また官公庁も多く、岩手県庁や盛岡市役所、石割桜で有名な盛岡地方裁判所、盛岡中央郵便局など徒歩5分圏内にある。

## 沿革

### 年表
- 1897年（明治30年） - 太田代カツにより現在の本町通り（旧町名・下小路）に下宿として創業される[1]。
- 1907年（明治40年） - 現在の岩手医科大学歯学部の地で、客室数10部屋にて旅館業の営業を始める[1]。
- 1918年（大正7年） - 日影門外小路（現在地の中央通1丁目）に移転する[1]。旅館業に専念する[1]。
- 1953年（昭和28年） - 株式会社小田島旅館を設立する[1]。
- 1979年（昭和54年） - ホテルへ改築の為、小田島旅館を取り壊す[1]。
- 1980年（昭和55年） - ホテル小田島グランドオープン、商号を株式会社ホテル小田島に変更する[1]。
- 2006年（平成18年） - 改装に伴いファミリーマートを併設。

### 小田島旅館
小田島旅館について1964年に刊行された『全国著名旅館大鑑』には以下の様に記載されている。
- 経営者 太田代敏子[2][注 1]
- 交通 東北本線、盛岡駅よりタクシー5分[2]
- 客室 和21室[2]
- 広間 36畳[2]
- 収容客数 個人43名[2]
- 料金 標準1700円、最高2200円、最低1200円[2]
- 団体料金 1000円 - 2000円[2]
- 浴室 大風呂1、婦人風呂1[2]
- 設備 ピアノ、売店、食堂、駐車場（乗用車3台）[2]
- 環境・庭園 繁華街、商店街、官庁街[2]
- 所属団体 日観連、公旅連[2]

1976年に刊行された『岩手会社年鑑 1977年版』には以下の様に記載されている。
- 設立 昭和28年5月[4]
- 本社所在地 盛岡市中央通一丁目[4]
- 資本金 500万円[4]
- 役員 社長・太田代敏子、専務・太田代芳男[4]
- 主要取引銀行 東銀本店、信金大通支店[4]
- 従業員数 男7人、女22人[4]
- 客室数 24[4]
- 収容人員 90名[4]

### ホテル小田島
ホテル小田島について1982年に刊行された『岩手会社年鑑 1983年版』には以下の様に記載されている。
- 設立 昭和28年5月[5]
- 創業 明治38年[5]
- 本社所在地 盛岡市中央通一丁目[5]
- 資本金 2000万円[5]
- 営業種目 ホテル、レストラン、喫茶店、駐車場の経営、貸室業、観光土産品等の販売[5]
- 役員 社長・太田代敏子、専務・赤澤一也、常務・太田代眞紀、取締役・太田代武、加藤怜子、小泉佳子、監査役・山田昭三郎、照井康文[5]
- 主要取引銀行 北銀本店[5]
- 従業員数 男10人、女20人[5]
- 客室数 101室[5]
- 収容人員 154名[5]

## その他
元参議院議員（自由民主党のち離党）の広瀬めぐみの実家である。